# Suddenly (Toni Braxton-låt)
"Suddenly" är en jazz-influerad R&B-låt framförd av den amerikanska sångerskan Toni Braxton, tagen från hennes femte studioalbum Libra (2005). Den skrevs och producerades av Richard Marx och gästas av Chris Botti som spelar trumpet.
"Suddenly" gavs ut som den första internationella singeln (fjärde sammanlagt i USA) från sångerskans album. Den släpptes i februari år 2006. 2008 spelades låten in igen, den här gången som en duett med Marx och släpptes på hans album Sundown (2008).

## Bakgrund och produktion

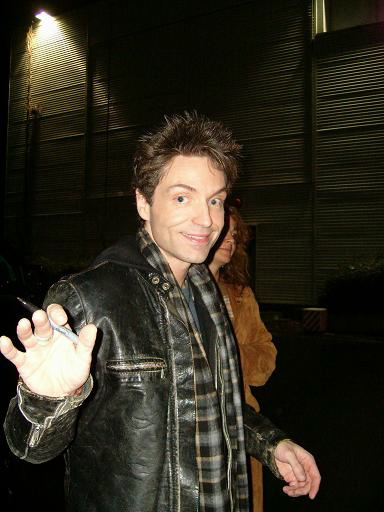
Låten skapades av artisten Richard Marx.

"Suddenly" är en samtida R&B-låt som pågår i fyra minuter och fyrtiotre sekunder. Den är kraftigt influerad av jazzmusik och innehåller akustisk gitarr, vanlig gitarr och trumpet. Låten skrevs av Richard Marx som också ansvarade för trummaskin, bas, keyboard, piano och bakgrundssången. Gitarr och trumpet styckena skapades av Heitor Pereiro, Bruce Gaitsch och Chris Botti. "Suddenly" spelades in vid Renegade Studio i Chicago, Capital Studio i Los Angeles, Ocean Way i Nashville och TreeSound i Atlanta. Den mixades av Chip Matthews Brian Gill var assisterande ljudtekniker. "Suddenly" är en romantisk slow jam där Braxton sjunger om en djup förälskelse som får henne att glömma den personen hon brukade vara. I refrängen sjunger sångerskan "And suddenly/ I can not remember who I used to be/Like the rain this yearning washes over me/And all the pain I knew before has gone/And suddenly/I am no longer drifting on an empty sea/Now I know that I believe in destiny/And mine is waiting right here in your arms".
"Suddenly" var en av de låtar som inkluderades på den europeiska nyutgåvan av Libra, vars tidigare singlar misslyckats att ta sig över topp-trettio på singellistorna. När det blev klart att Toni Braxton skulle sjunga den officiella låten för VM i fotboll 2006, "The Time of Our Lives", en duett med den italienska operapopgruppen Il Divo, ansåg sångerskans skivbolag att de skulle vinna på att ge ut en Europeisk singel från skivan samtidigt. "Suddenly" valdes ut som en eventuell internationell huvudsingel från skivan. Dessa planer ställdes dessvärre in och låten hade senare en begränsad utgivning som enbart en marknadsföringssingel. Spåret blev den fjärde singeln från Libra på den Nordamerikanska musikmarknaden och den första och enda singelutgivningen från sångerskans skiva i Europa. "Suddenly" skickades till radio i februari år 2006 av Edel Records. Innan låten valdes med på låtlistan till Braxtons album var den tänkt att ges ut på Chris Bottis album To Love Again: The Duets (2005). Marx spelade in en ny duett version med Braxton till hans album Sundown (2008).

## Medias mottagande
Musikkritikers reaktion på låten var mestadels positiv och många jämförde den med Braxtons tidigare diskografi. Signaturen Jazzy K vid Sputnik Music skrev; "Om du har tur får du tag på den europeiska versionen av skivan och spåret 'Suddenly' som komplimenterar 'Shadowless' med liknande vibbar. Det är en relativt jazzig låt som man lätt skulle kunna höra på någon av New Yorks radiostationer som spelar jazzmusik." Han fortsatte att jämföra låten med Braxtons tidigare produktioner; "Den är väldigt lik 'How Could an Angel Break My Heart' med Kenny G. Den låter inte lika men har samma heta atmosfär som dagens jazz-artister. 'Suddenly' fortsätter sedan i bonusspåret 'Long Way Home'. Låtarna innehåller det sound som många av Tonis fans väntat på under flera år."

## Liveframträdanden
Sångerskan framförde aldrig låten på några TV- eller radiosända program. Hon sjöng låten vid utvalda spelningar under hennes nationella turné The Libra Tour som pågick från den 10 mars till den 3 juli 2005.

## Format och innehållsförteckningar
- Europeisk radiosingel [3]

1. "Suddenly" (Radio Edit) - 3:07
2. "Suddenly" (Main Version) - 3:43

## Topplistor
| Lista (2006)                | Högsta listplacering |
| --------------------------- | -------------------- |
| OSS Top Radio Hits (TopHit) | 109                  |

## Utgivningshistorik
| Region            | Datum         | Utgåva                   | Format | Skivbolag        | Ref.  |
| ----------------- | ------------- | ------------------------ | ------ | ---------------- | ----- |
| Tyskland          | februari 2006 | Albumversion, Radio Edit | CD     | Edel             | [ 5 ] |
| Ryssland, Ukraina | 31 mars 2006  | Radio Edit               | Radio  | Edel Black Ocean | [ 4 ] |